# Sunetra Sarker
Sunetra Sarker, född den 25 juni 1973 i Liverpool, är en brittisk skådespelerska.
Sarker har bland annat medverkat i serien Casualty där hon under många år spelat karaktären Zoe Hanna. I TV-serien Ackley Bridge spelade hon karaktären Kaneez Paracha. För sin rollprestation vann hon Asian Media Awards. I TV-serien Dödlig lek spelade hon Alice Miller, en av huvudrollerna.

## Filmografi (i urval)
- 2007–2024 – Casualty (TV-serie)
- 2017–2022 – Ackley Bridge (TV-serie)
- 2025 – Dödlig lek (TV-serie)